# Sven Krauß
Sven Krauß (Herrenberg, 6 gennaio 1983) è un ex ciclista su strada e pistard tedesco.
Professionista dal 2003 al 2008, conta la vittoria di una tappa al Regio-Tour.

## Carriera
È stato campione nazionale fra i dilettanti nel 1999 e bronzo nell'inseguimento ai mondiali juniors nel 2001. I principali successi da professionista sono stati una tappa alla Ster Elektrotoer nel 2002, una tappa alla Internationale Thüringen Rundfahrt nel 2003, una tappa al Regio-Tour nel 2005. Nel 2010 ha ottenuto tre vittorie a corse in cui è stato invitato: una tappa del Cinturón a Mallorca, la Rund um Düren e una tappa al Oberösterreich-Rundfahrt. Ha partecipato a quattro edizioni del Giro d'Italia e due del Tour de France.

## Palmarès

### Strada
- 2001 (Juniores)

Classifica generale Course de la Paix Juniors
- 2002 (Gerolsteiner)

4ª tappa Ster Elektrotoer (Valkenburg > Verviers)
- 2003 (Gerolsteiner, una vittoria)

6ª tappa Internationale Thüringen Rundfahrt (Bad Berka > Sonneberg)
- 2005 (Gerolsteiner, una vittoria)

5ª tappa Regio-Tour (Bahlingen > Vogtsburg im Kaiserstuhl)
- 2010 (Gerolsteiner, tre vittorie)

2ª tappa Cinturón a Mallorca (Port de Pollença > Port de Pollença)
Rund um Düren
3ª tappa Oberösterreich-Rundfahrt (Vöcklabruck > Bad Ischl)

#### Altri successi
- 2003 (Gerolsteiner)

Chemnitz-Einsiedel (Erzgebirgsrundfahrt)
- 2005 (Gerolsteiner)

ProTour Contre le montre par Équipe, cronosquadre
- 2009 (Gerolsteiner)

3ª tappa Zollernalbkreis (Geislingen > Erlaheim)
- 2010 (Gerolsteiner)

Campionati del Baden-Württemberg
1ª tappa Zollernalbkreis
3ª tappa Zollernalbkreis (Erlaheim)
Classifica generale Zollernalbkreis
- 2011 (Gerolsteiner)

Schwarzbräu-Straßenpreis
Grand Prix Osterhas

### Pista
- 2009

Dudenhofen, Americana (con Christian Grasmann)

## Piazzamenti

### Grandi Giri
- Giro d'Italia

2005: 132º
2006: 97º
2007: 135º
2008: 131º
- Tour de France

2007: 137º
2008: 140º

### Classiche monumento
- Giro delle Fiandre

2006: ritirato
2007: 99°
2008: 91°
- Parigi-Roubaix

2004: ritirato
2005: ritirato
2006: ritirato
2007: 42º
2008: 18º
- Giro di Lombardia

2006: 80°

### Competizioni mondiali
- Mondiali su pista juniors

Trexlertown 2001 - Inseguimento individuale: 3º